# Hüttwilen
Hüttwilen est une commune suisse du canton de Thurgovie, située dans le district de Frauenfeld.

Photo aérienne (1954).